# Каменка (Красноармейский район)
Каменка — село в Красноармейском районе Саратовской области, административный центр Гвардейского муниципального образования.
Основано в 1765 году как немецкая колония Бер (нем. Bähr).
Население — 843 (2010) человека.

## История

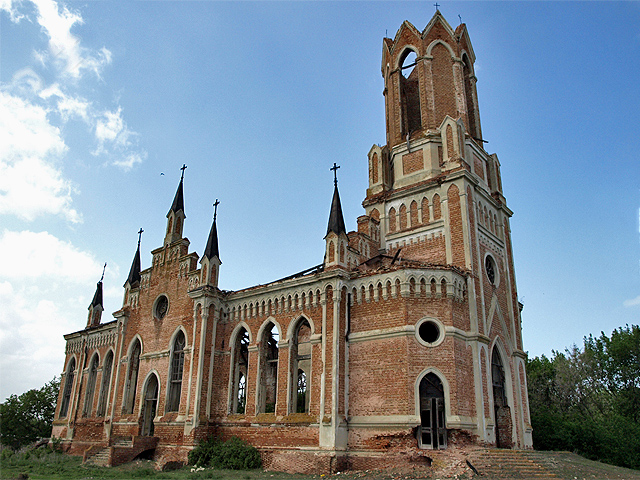
Церковь святой Марии

Колония была основана выходцами из Майнца, Вюрцбурга и восточной Пруссии 6 июля 1765 года (по другим данным — 16 сентября 1764 года) на левом берегу реки Иловли у места впадения в неё речки Каменки. Сразу после основания поселения был образован католический приход. Село относилось к Каменскому колонистскому округу Камышинского уезда Саратовской губернии.
В XIX веке насчитывавшее по ревизии 1798 года 615 жителей село начало быстро развиваться. Были открыты больница, фельдшерско-акушерский и ветеринарный пункты, земская школа, министерское училище, функционировали ямская станция, кооперативная лавка, кредитное товарищество, почтово-телеграфное отделение, водяные мельницы.
Земли в 1857 году — 4790 десятины, в 1910 году — 11 968 десятин. Рост населения и ограниченность земельных ресурсов привела к эмиграции населения: в 1858—59 годах в Самарскую губернию выехало 104 жителя, в 1859—74 годах в другие районы Саратовской губернии выехало 13 человек. Распространение в 1874 году всеобщей воинской повинности на колонистов активизировано эмиграционные настроения. В 1876 году в Америку выехало 99 человек, в 1886—87 годах ещё 46 семей
В 1871 году Каменка стала центром новообразованной одноимённой волости Камышинского уезда Саратовской губернии, в которую вошли ещё 11 немецких поселений. К началу XX века число жителей села превысило 3000 человек.
Село пережило голод в Поволжье: в 1921 году родились 60 человек, умерли — 153.
В советский период — немецкое село сначала Верхне-Иловлинского района Голо-Карамышского уезда Трудовой коммуны (Области) немцев Поволжья, а с 1922 года — Каменского кантона Республики немцев Поволжья; административный центр Каменского сельского совета (в 1926 году в сельсовет входило одно село Каменка). С момента образования и до 1927 года Каменка являлась административным центром Каменского кантона (в 1927 году центр был перенесён в село Нижняя Добринка).
В 1933 году в селе была организована Каменская МТС, которая обслуживала колхозы сёл Гусарен, Каменка, Пфейфер, Фольмер и Шукк.
В сентябре 1941 года немецкое население было депортировано.

## Физико-географическая характеристика
Село находится на юге Красноармейского района в 8 километрах от границы с Волгоградской областью, в лесостепи, в пределах Приволжской возвышенности, являющейся частью Восточно-Европейской равнины, на левом берегу реки Иловля. Рельеф местности — холмисто-равнинный, сильно расчленённый балками и оврагами. Высота населённого пункта — 149 метров над уровнем моря. Почвы — чернозёмы и пойменные засолённые.
По автомобильным дорогам расстояние до областного центра города Саратова — 120 км, районного центра города Красноармейск — 54 км. В 4 км к востоку от села проходит федеральная автодорога Р228 В селе имеется железнодорожная платформа железнодорожной ветки Саратов — Иловля Волгоградского региона Приволжской железной дороги.
Климат
Климат умеренный континентальный (согласно классификации климатов Кёппена — Dfa). Многолетняя норма осадков — 419 мм. Наибольшее количество осадков выпадает в июле — 47 мм, наименьшее в марте — 22 мм. Среднегодовая температура положительная и составляет +6,3 С, средняя температура самого холодного месяца января -10,2 С, самого жаркого месяца июля +22,2 С.
Часовой пояс
Каменка, как и вся Саратовская область, находится в часовой зоне МСК+1. Смещение применяемого времени относительно UTC составляет +4:00.

## Население
| 1767 | 1773 | 1788 | 1798 | 1816 | 1834 | 1850 | 1859 | 1886 | 1897 | 1911 | 1920 | 1922 | 1923 | 1926 | 1931 | 1987  | 2002 |
| ---- | ---- | ---- | ---- | ---- | ---- | ---- | ---- | ---- | ---- | ---- | ---- | ---- | ---- | ---- | ---- | ----- | ---- |
| 329  | 448  | 535  | 615  | 897  | 1406 | 2219 | 2508 | 3155 | 3036 | 3098 | 3197 | 2454 | 2662 | 2940 | 3312 | ≈1000 | 909  |

| 2002 | 2010 |
| ---- | ---- |
| 907  | ↘843 |

## Достопримечательности
Сохранившаяся в Каменке католическая церковь является одной из главных достопримечательностей района. Первая деревянная церковь была открыта в 1797 году. Второе храмовое здание в истории поселения было построено в 1832 году. В 1890 году оно было разрушено (предположительно в результате пожара), после чего на протяжении 17 лет молебны совершались в переоборудованном доме. Новая и последняя церковь была построена из красного кирпича в неоготическом стиле в 1907 году. В годы советской власти здание использовалось в качестве склада и технического помещения тракторной станции. Внутреннее убранство полностью утеряно, в 2004 году сгорели деревянные купол и крыша, однако само здание масштабных разрушений избежало.